# Leptogenys pompiloides
Leptogenys pompiloides é uma espécie de formiga do gênero Leptogenys, pertencente à subfamília Ponerinae.